# 1547

## Události
- 16. ledna – moskevský velkokníže Ivan IV. byl korunován jako první car vší Rusi.
- 18.–21. března – Sněm českých stavů v Praze vyslovil požadavky k omezení královy moci a dal pokyn k vytvoření vojska na podporu požadavků.
- 24. dubna – Bitva u Mühlberka v Německu. Karel V. porazil vojsko protestantských knížat.
- 8. července – Kapitulace Prahy před králem Ferdinandem I.
- 22. srpna – Poprava čtyř vedoucích osobností stavovského odboje
- 29. září – Ferdinand I. Habsburský povyšuje Kralovice na město.
- 5. října – Byl obnoven tzv. Svatojakubský mandát, namířený proti Jednotě bratrské.

### Probíhající události
- 1545–1563 – Tridentský koncil
- 1546–1547 – Šmalkaldská válka

## Narození
- 24. ledna – Johana Habsburská, rakouská arcivévodkyně a vdaná toskánská vévodkyně († 1578)
- 24. února – Juan de Austria, levoboček císaře Karla V., guvernér Španělského Nizozemí († 1. října 1578)
- 14. září – Johan van Oldenbarnevelt, nizozemský státník, který sehrál důležitou úlohu za nizozemské revoluce († 13. května 1619)
- 29. září – Miguel de Cervantes y Saavedra, španělský spisovatel († 23. dubna 1616)
- 18. října – Justus Lipsius, vlámský filosof († 23. března 1606)
- 12. listopadu – Claude Francouzská, francouzská princezna († 21. února 1575)
- ? – Mateo Alemán y de Enero, španělský spisovatel († 1615)
- ? – Jurij Dalmatin, slovinský teolog a spisovatel († 31. srpna 1589)
- ? – Marc'Antonio Ingenieri, italský hudební skladatel († 1. července 1592)
- ? – Matěj Stryjkowský, polský historik, spisovatel a básník († 1593)

## Úmrtí
Česko
- 27. ledna – Anna Jagellonská, česká a uherská královna, choť Ferdinanda I. Habsburského (* 23. července 1503)
- 11. února – Jan Roh Domažlický, český básník a teolog (* 1485/7)

Svět
- 5. ledna – Albrecht VII. Meklenburský, meklenburský vévoda (* 25. července 1486)
- 18. ledna – Pietro Bembo, italský renesanční spisovatel (* 20. května 1470)
- 19. ledna – Henry Howard, anglický aristokrat a básník, spoluzakladatel anglické renesanční poezie (* 1517)
- 28. ledna – Jindřich VIII. Tudor, anglický král (* 1491)
- 25. února – Vittoria Colonna, italská renesanční básnířka (* 1492)
- 31. března – František I. Francouzský, francouzský král (* 12. září 1494)
- 11. dubna – Dorotea Dánská, dánská princezna a pruská vévodkyně (* 1. srpna 1504)
- 10. září – Pier Luigi Farnese, vévoda z Parmy, Piacenzy a Castra (* 19. listopadu 1503)
- 18. září – Fridrich II. Lehnický, lehnický a břežský kníže (* 14. února 1480)
- 2. prosince – Hernán Cortés, španělský conquistador (* 1485)
- ? – Císařovna Fang, mingská císařovna, manželka Ťia-ťinga (* 1516)
- ? – Kajetán z Tiene, katolický světec, zakladatel řádu theatinů (* 1480)

## Hlavy států
- České království – Ferdinand I.
- Svatá říše římská – Karel V.
- Papež – Pavel III.
- Anglické království – Jindřich VIII. Tudor – Eduard VI.
- Francouzské království – František I. – Jindřich II.
- Polské království – Zikmund I. Starý
- Uherské království – Ferdinand I.
- Španělské království – Karel V.
- Burgundské vévodství – Karel V.
- Osmanská říše – Sulejman I.
- Perská říše – Tahmásp I.